# العلاقات الهندية القرغيزستانية
العلاقات الهندية القيرغيزستانية هي العلاقات الثنائية التي تجمع بين الهند وقيرغيزستان.

## مقارنة بين البلدين
هذه مقارنة عامة ومرجعية للدولتين:
| وجه المقارنة                                              | الهند                       | قيرغيزستان                      |
| --------------------------------------------------------- | --------------------------- | ------------------------------- |
| المساحة (كم2)                                             | 3.29 مليون                  | 199.95 ألف                      |
| عدد السكان (نسمة)                                         | 1.35 مليار                  | 6.20 مليون                      |
| الكثافة السكانية (ن./كم²)                                 | 410.33                      | 31.01                           |
| العاصمة                                                   | نيودلهي                     | بيشكك                           |
| اللغة الرسمية                                             | اللغة الهندية، لغة إنجليزية | اللغة الروسية، اللغة القيرغيزية |
| العملة                                                    | روبية هندية                 | سوم قيرغيزستاني                 |
| الناتج المحلي الإجمالي (بليون دولار)                      | 2.60 تريليون                | 7.56 مليار                      |
| الناتج المحلي الإجمالي (تعادل القوة الشرائية) بليون دولار | 8.00 تريليون                | 20.45 مليار                     |
| الناتج المحلي الإجمالي الاسمي للفرد دولار أمريكي          | 1.60 ألف                    | 1.10 ألف                        |
| الناتج المحلي الإجمالي للفرد دولار أمريكي                 | 5.70 ألف                    |                                 |
| مؤشر التنمية البشرية                                      | 0.609                       | 0.655                           |
| رمز المكالمات الدولي                                      | +91                         | +996                            |
| رمز الإنترنت                                              | .in، .भारत ‏، .بھارت ‏،        | .kg                             |
| المنطقة الزمنية                                           | ت ع م+05:30، توقيت الهند    | ت ع م+06:00                     |

## منظمات دولية مشتركة
يشترك البلدان في عضوية مجموعة من المنظمات الدولية، منها:
| علم المنظمة | اسم المنظمة                        | تاريخ انضمام الهند | تاريخ انضمام قيرغيزستان |
| ----------- | ---------------------------------- | ------------------ | ----------------------- |
|             | يونسكو                             | 4 نوفمبر 1946      | 2 يونيو 1992            |
|             | منظمة شانغهاي للتعاون              | ?                  | 26 أبريل 1996           |
|             | مؤسسة التمويل الدولية              | 20 يوليو 1956      | 11 فبراير 1993          |
|             | بنك التنمية الآسيوي                | 1966               | 1994                    |
|             | منظمة حظر الأسلحة الكيميائية       | ?                  | ?                       |
|             | مؤسسة التنمية الدولية              | 24 سبتمبر 1960     | 24 سبتمبر 1992          |
|             | منظمة التجارة العالمية             | 1995               | ?                       |
|             | وكالة ضمان الاستثمار متعدد الأطراف | 6 يناير 1994       | 21 سبتمبر 1993          |
|             | الاتحاد البريدي العالمي            | ?                  | ?                       |
|             | الاتحاد الدولي للاتصالات           | 1869               | 20 يناير 1994           |
|             | منظمة الشرطة الجنائية الدولية      | ?                  | ?                       |
|             | الأمم المتحدة                      | 30 أكتوبر 1945     | 2 مارس 1992             |
|             | البنك الدولي للإنشاء والتعمير      | 27 ديسمبر 1945     | 18 سبتمبر 1992          |

## وصلات خارجية
- موقع وزارة الخارجية الهندية